# 萬丹萬泉寺
22°34′50″N 120°29′07″E / 22.580476°N 120.485295°E
萬丹萬泉寺，又稱萬泉寺上帝公廟，是位於臺灣屏東縣萬丹鄉寶厝村的玄天上帝廟兼觀音寺。

## 歷史
一般普遍認為今日的萬泉寺，就是當地的上帝廟在嘉慶年間改名而來，但學者李文良考據文獻《六堆忠義文獻》、《鳳山縣志》、《重修鳳山縣志》、《鳳山縣采訪冊》、碑文、土地臺帳等文獻，發現十八世紀時這兩廟就個別存在，而且距離不遠，日後才合併為一廟。

### 上帝廟

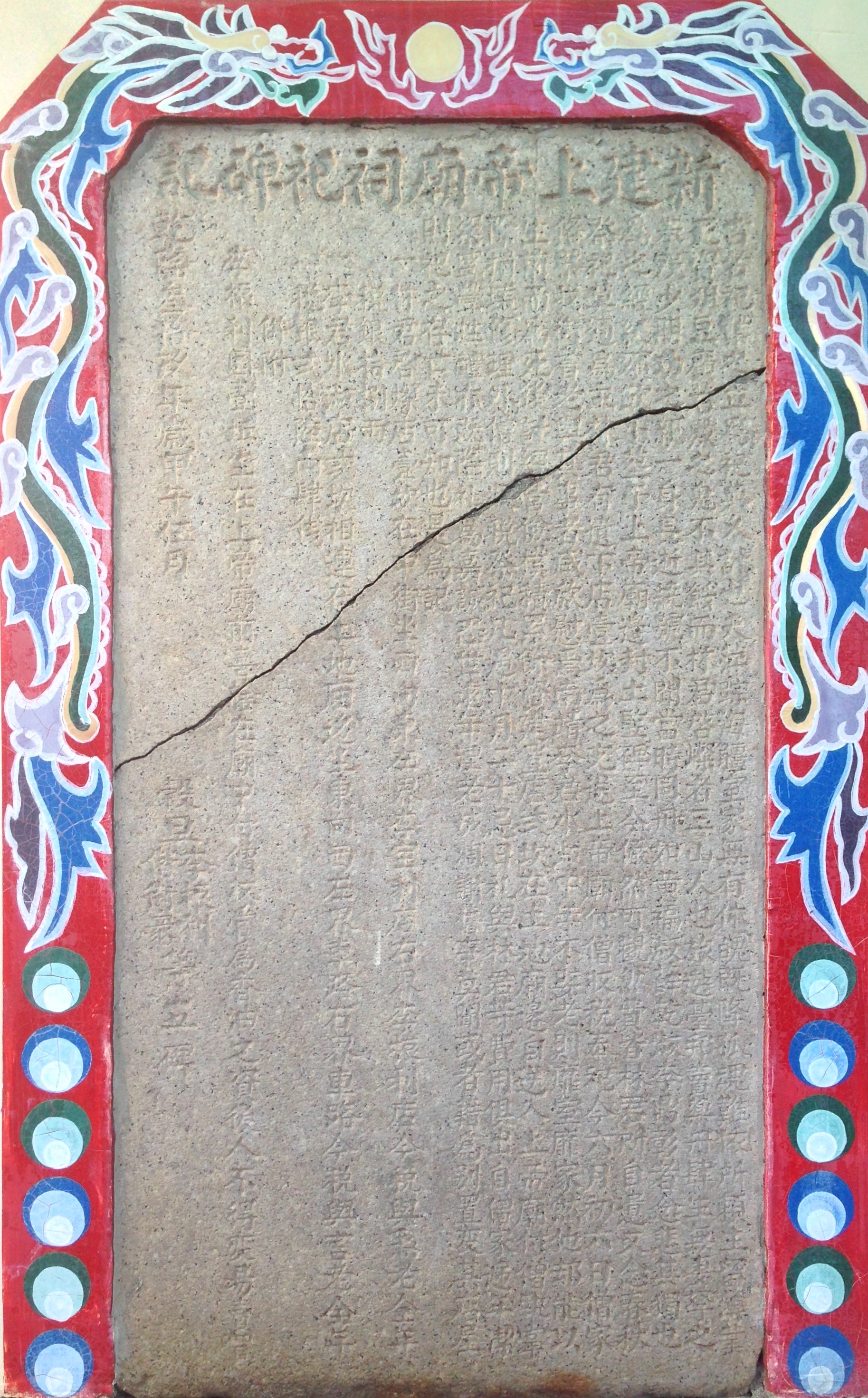
新建上帝廟祠祀碑記

收錄於《六堆忠義文獻》，由下淡水粵籍義民在朱一貴事件、康熙六十年（1721年）給地方官員的一份稟文中，提及他們最初發起武裝軍事行動的地點是此廟。事件平定後，他們特地將總督捐賞的1,300石穀作上帝廟的整修以及祭祀經費。康豹表示粵籍客家人發起軍事行動時選擇上帝廟舉行儀式，可能和主祀神真武大帝的武將性格有關。
李文良研究康熙五十七年（1718年）始修的《鳳山縣志》有記載紀錄萬丹街有一座觀音宮，卻沒有萬丹上帝廟，若不是遺漏，上帝廟應是始創於康熙五十七至六十年之間。
乾隆三十九年（1774年），以萬丹街民李振利為代表，為紀念上帝廟新增廟產，遂於該年豎碑。其碑文〈新建上帝廟祠祀碑記〉記載兩位從華南來到萬丹經商置產的單身移民，將房、田產捐贈給上帝廟，並由廟方在施主忌日備牲祭拜。由萬丹街民出面為安排後事的李振利，也藉此機將他位於上帝廟前的一塊旱田一併捐給廟方。但盧德嘉修《鳳山縣采訪冊》時卻誤記成萬泉寺是乾隆三十九年由李振利募建。
從〈新建上帝廟祠祀碑記〉提施主的旱田和墳墓緊鄰廟宇可以推知，上帝廟當時應該位在萬丹街外、地勢稍高之處，離市街有些距離。二十世紀初測繪的《臺灣堡圖》也顯示，萬丹市街西側仍是廣大的旱田、荒野和墓園。正好現在的萬泉寺也位於市街和荒野的交界地帶，因此推斷兩寺廟相距不遠。

### 萬泉寺
萬泉寺名稱由來是因為該寺面向萬丹的水泉村。
康熙年間的《鳳山縣志》紀錄萬丹街有一座觀音宮。《重修鳳山縣志》在介紹主祀觀音的興隆寺時，順便提及港西里萬丹街也有一所主祀觀音的寺觀。李文良推測是指今日的萬泉寺。
當地民眾簡朝宗、李瑞文口述的建廟傳說，在台灣清治時期有林姓、李姓認為此地為稱作「龍喉穴」的風水寶地，各以銅錢、五寸釘標地，爭執之下，由縣令下令捐出蓋廟。
道光二年（1822年）為了紀念寺廟重修落成而立的碑文，稱讚主祀觀音菩薩的萬泉寺非常靈驗，說明重修原因是創建有年已飄搖損壞，所以地方紳衿在嘉慶二十二年（1817年）時決議重修。由廟僧應璋負責，前後耗時五年，費銀4,300 餘元，建經費的三分之二是由萬丹街的商號、紳民捐獻，其餘則由鄰近三十幾個閩庄百姓題捐。

### 兩廟合併
清末的《鳳山縣采訪冊》分別記錄此這兩座寺廟，並強調主祀真武大帝的真武廟「即萬泉寺前殿」、「前祀真武，後祀觀音」，表示是兩廟的合併。陳秋坤調查臺灣日治時期的土地臺帳指出最晚至1920年代為止，萬泉寺和上帝廟的廟產，仍維持各自獨立登記。
地產在光緒年間達兩百多甲，範圍涵蓋東港大潭新庄、萬巒赤山萬金、內埔、竹田，在日治時期被登記在李仲義名下，1925年間李朝興接管時只剩下三甲九分。戰後初期，廟本身因戰亂倒塌成為荒廟，真武大帝的神像亦流落民宅。1955年萬丹鄉代表會，欲將廟產公金一半移作萬丹初中（今萬丹國中）禮堂之用。後由邱萬對連同萬丹十三庄頭村長反對，經中國佛教會理事長圓融法師協助，向台灣省政府民政廳聲請寺廟登記。登記日期為1958年10月，證號碼為屏東府字第七二六號，登記寺產水田二甲○六分九釐。並請屏東縣政府，歸還建廟基金。邱萬對到處籌款，萬泉寺才有資金於1956年重建。
1959年6月13日晚，道安法師前往此廟演講，題為「佛教與神教之差別」，連同嚴持法師、圓融法師、張進昆，徐進丁、天乙法師等五人，聽眾不到三百人。演講後返回屏東市東山禪寺。該地人對道安法師之批評頗表不滿。當時廟主邱萬對與兒女妻子皆住在廟內。
2002年2月7日，屏東縣政府公告此廟登錄為歷史建築，公告文號屏府文資字第0910000500號。

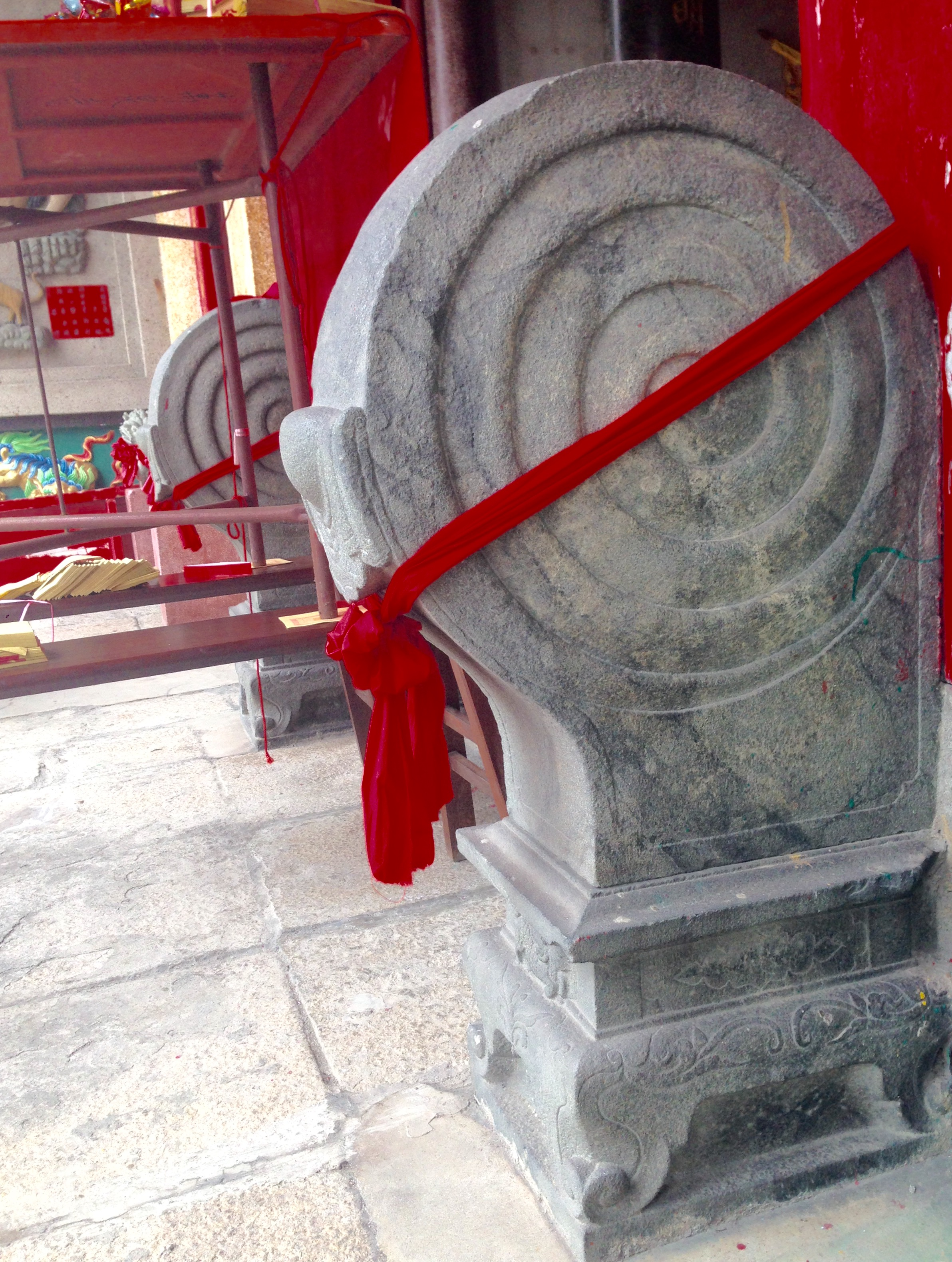
萬泉寺的石鼓，與萬惠宮石鼓、石樑皆是嘉慶道光年間重修時從中國大陸來的花崗岩。

萬泉寺廟產龐大，至少有二百餘甲土地，歷經三七五減租後，不是被占用，就是不知道正確所在。邱萬對在1999年去世後，女兒邱金里認為理當繼承。不過因於此廟屬於募建，廟屬於私或公廟的繼承問題一再被爭議。邱金里被控提領廟產一百零三萬餘元，並占用廟產居住，但她均提出收據及合法說明，2003年法院予不起訴處分，且不得再議。

## 祭祀
主祀真武大帝、同祀有康元帥、趙元帥、周元帥、桃元帥、福德正神、地藏王菩薩、三奶夫人等。

## 外部連結
- 萬丹萬泉寺的Facebook專頁